# Kosohirka, Iarmolînți
Kosohirka (în ucraineană Косогірка) este o comună în raionul Iarmolînți, regiunea Hmelnîțkîi, Ucraina, formată numai din satul de reședință.

## Demografie
Componența lingvistică a comunei Kosohirka
     Ucraineană (97,97%)
     Alte limbi (1,84%)
Conform recensământului din 2001, majoritatea populației comunei Kosohirka era vorbitoare de ucraineană (97,97%), existând în minoritate și vorbitori de alte limbi.